# Cisewo
Cisewo [t͡ɕiˈsɛvɔ] (German Zimmermannshorst) là một ngôi làng thuộc khu hành chính của Gmina Kobylanka, thuộc hạt Stargard, West Pomeranian Voivodeship, ở phía tây bắc Ba Lan. Nó nằm khoảng 11 kilômét (7 mi) phía tây bắc của Stargard và 22 km (14 mi) về phía đông của thủ đô khu vực Szczecin.
Trước năm 1945, khu vực này là một phần của Đức. Đối với lịch sử của khu vực, xem Lịch sử của Pomerania.
Làng có dân số 135 người.